# Folmhusen
Folmhusen is een 4 meter boven zeeniveau liggend dorp in het Landkreis Leer in de Duitse deelstaat Nedersaksen. Bestuurlijk maakt het sedert 1973 deel uit van de gemeente Westoverledingen.
Bij Folmhusen zijn door archeologen bewoningssporen uit de Jonge Steentijd ontdekt.
Folmhusen beschikt in het Oost-Friese schoolmuseum over een van de weinige musea van Westoverledingen.